# Lestrimelitta glaberrima
Lestrimelitta glaberrima är en biart som beskrevs av Oliveira och Marchi 2005. Lestrimelitta glaberrima ingår i släktet Lestrimelitta och familjen långtungebin. Inga underarter finns listade i Catalogue of Life.